# Fate/stay night: Heaven's Feel
Fate/stay night: Heaven's Feel es una trilogía de películas de anime japonés producida por Ufotable, dirigida por Tomonori Sudō, escrita por Akira Hiyama, y con música de Yuki Kajiura. La trilogía adapta Heaven's Feel, la tercera y última ruta de la novela visual Fate/stay night. Se centra en Shirou Emiya y Sakura Matou, quienes se ven afectados por un conflicto entre magos conocido como la Guerra del Santo Grial.
La primera película de la trilogía, titulada Presage Flower se estrenó en Japón el 14 de octubre de 2017, y se estrenó en los Estados Unidos entre noviembre y diciembre de 2017. Su doblaje en inglés se estrenó el 5 de junio de 2018 y el 7 de junio de 2018 en Estados Unidos.
La segunda película, titulada Lost Butterfly, se estrenó en Japón el 12 de enero de 2019. Aniplex of America estrenó la película en los Estados Unidos en marzo de 2019.
La tercera y última película de la trilogía, titulada Spring Song, se estrenó en Japón el 15 de agosto de 2020, y se estrenó en los Estados Unidos el 18 de noviembre de 2020.
Es la cuarta adaptación de anime de las obras de Type-Moon de Ufotable, después de la serie de películas The Garden of Sinners, la serie de televisión Fate/Zero y la serie de televisión Fate/stay night: Unlimited Blade Works y también la cuarta adaptación al anime de la novela visual Fate/stay night, después de las adaptaciones de Studio Deen Fate/stay night (2006), una serie de televisión, y Fate/stay night: Unlimited Blade Works, una película; y la adaptación de Ufotable Fate/stay night: Unlimited Blade Works. La trilogía también es la primera adaptación al anime de la ruta Heaven's Feel.

## Argumento

### Parte 1 - presage flower
Shirou Emiya, un mago aficionado, ha sido arrastrado a la Quinta Guerra del Santo Grial, una lucha a muerte entre siete magos y sus Sirvientes, familiares que son héroes famosos del pasado.
Shirou está decidido a ganar la Guerra del Santo Grial para salvar al mundo y ser un héroe de la justicia, además de mantener a su amiga, Sakura Matou, a salvo de la guerra y a su hermano abusivo, Shinji Matou, con la ayuda de su sirviente, Saber, y su compañera de clase, Rin Tohsaka. En la guerra comienzan a suceder sucesos extraños y Sakura sufre una enfermedad misteriosa.

### Parte 2 - lost butterfly
A pesar de haber perdido la guerra y Saber, Shirou se ve incapaz de dejar de participar en la Guerra del Santo Grial. Cuando se revela que Sakura es una Maestra en la Guerra del Santo Grial, Shirou siempre está decidida a mantenerla a salvo.
Cuando Sakura comienza a sucumbir a su misteriosa enfermedad, y la misteriosa sombra sigue matando gente, Shirou y Rin están decididos a terminar la Guerra del Santo Grial.

### Parte 3 - spring song
Cuando Sakura es poseída por la sombra, Shirou arriesga su propio cuerpo y mente para salvarla deteniendo el Santo Grial contaminado, enfrentándose a su ahora corrompido Servant Saber en el proceso.
Aliados con el sacerdote rebelde Kirei Kotomine, su compañero competidor Illyasviel von Einzbern y el servant Rider desplazado de Sakura, Shirou y Rin entran en una carrera contrarreloj para rescatar a Sakura de la locura y poner fin a la Guerra del Santo Grial de una vez por todas, antes de que el Grial corrupto pueda provocar. El fin del mundo.

## Elenco

### Personajes principales
Shirou Emiya (衛宮 士郎 Emiya Shirō?)
Voz de: Noriaki Sugiyama (Japonés); Bryce Papenbrook (Inglés)
El personaje principal de la trilogía y el maestro de Sabre. Shirō es un sobreviviente de la Cuarta Guerra del Santo Grial y es adoptado por el mago Kiritsugu Emiya. Siguiendo los pasos de su padre adoptivo, Shirō decide ser un héroe de la justicia. A medida que avanza la historia, él se enamora de su amiga Sakura y, después de enterarse de su pasado, finalmente abandona sus ideales para protegerla, a pesar del riesgo que representa para Fuyuki. Más tarde se une a Illya y pierde su brazo izquierdo protegiéndola de la Sombra, lo que hace que el moribundo Archer trasplante su propio brazo para salvarlo. Después de que Sakura cae bajo la influencia corruptora de la Sombra, Shirō se arriesga a autodestruirse usando el brazo de Archer para derrotar al Berserker corrupto y solicita la ayuda de Kirei Kotomine para proteger a Illya, aunque su cuerpo y mente comienzan a degradarse por la sobrecarga de maná. Después de reafirmar su deseo de salvar a Sakura, forma un pacto temporal con Rider para derrotar a su antiguo sirviente ahora corrupto, Saber Alter, combinando el escudo Rho Aias de Archer con el Bellerophon de Rider. Shirō entrega con remordimiento una matanza misericordiosa a Saber Alter, antes de liberar a Sakura de la sombra con el Rule Breaker de Caster y enfrentarse al casi muerto Kirei como su último oponente en una brutal pelea a puñetazos. Mientras Shirō derrota a Kirei, duda en destruir el grial después de darse cuenta tardíamente de que ahora teme morir, deseando reunirse con Sakura. En última instancia, es salvado en el último momento por Illya, quien se revela a sí misma como la verdadera hija de Kiritsugu y, por extensión, la hermana mayor adoptiva de Shirou, y con lágrimas en los ojos observa cómo se sacrifica para detener el grial, salvándolo en el proceso transfiriendo su alma fuera de él. cuerpo moribundo. Finalmente recuperado por Rider, Rin y Sakura trasplantan el alma de Shirō a un nuevo cuerpo artificial, lo que le permite a él y a Sakura compartir una vida feliz juntos.
Sakura Matou (間桐 桜 Matō Sakura?)
Voz de: Noriko Shitaya (Japonés); Cristina Vee (Inglés)
La heroína principal y la fuerza impulsora de la historia. Ella es la amiga de Shirō desde hace mucho tiempo y la verdadera maestra de Rider. Ella ha estado visitando su casa con mucha frecuencia desde que se conocieron y lo ayuda con las tareas del hogar, especialmente cuando se trata de cocinar. Sakura soporta una relación abusiva con su hermano, a pesar de que intenta ocultarlo. Más tarde se revela que es la hermana menor de Rin, que el padre de Rin le dio a la familia Matō, ya que a las familias de magos solo se les permite un heredero cada una. Luego fue convertida por Zōken en un Recipiente del Grial artificial, destinado a subvertir el sistema Heaven's Feel y, sin saberlo, conectarla con la corrupción en el Grial, que se manifiesta a través de ella como una entidad llamada "la Sombra". Eventualmente se convierte en la amante de Shirō pero, a medida que su cordura se erosiona, intenta protegerlo y se va. Después de romper y matar a Shinji, la Sombra la corrompe y se fusiona con ella, llevándola a secuestrar a Illya para usarla como recipiente del grial hasta que intervengan Kirei y Shirō. Casi matando a Kirei después de que él se burlaba de sus sufrimientos, Sakura es alejada por el dolor debilitante de absorber a Berserker después de que Shirō lo derrota. Más tarde aplasta el verdadero gusano cresta de Zōken después de arrancarlo de su cuerpo cuando intenta poseerla y devora al Asesino Verdadero con la Sombra, influenciado por el Grial, poseído por el espíritu maligno Angra Mainyu, para acabar con la humanidad. Eventualmente confrontada por su hermana Rin, Sakura declara su intención de vengarse de Rin por no rescatarla nunca de la familia Matō, revelando un resentimiento reprimido durante mucho tiempo por que Rin sea amada por otros mientras que Sakura siempre fue abusada. Sin embargo, para el pánico de Sakura, Rin se las arregla para vencerla con la Jeweled Sword Zelretch, solo para que Rin la perdone en el último momento mientras sufre una lesión grave. Conmocionada y angustiada por la disculpa de Rin por no saber nada o salvar a Sakura de su tormento, Sakura se libera de la influencia de la Sombra el tiempo suficiente para que llegue Shirō; a pesar de suplicarle que escapara para poder derrotar a Angra Mainyu con su propia muerte, Shirō afirma que tiene que vivir para compensar lo que ha hecho y reafirma su amor por ella, cortando su conexión con la Sombra y finalmente liberándola de Angra Mainyu. Llevada a un lugar seguro junto con Rin por Rider, Sakura más tarde ayuda a transferir el alma de Shirō a un nuevo cuerpo después de que Illya lo separa del anterior para salvarlo, y finalmente encuentra la felicidad para ella cuando ella y Shirō reanudan su relación.
Rider (ライダー Raida?)
Voz de: Yū Asakawa (Japonés); Melissa Fahn (Inglés)
Al igual que Saber fue el foco en Fate y Archer en Unlimited Blade Works, Rider es el sirviente protagonista en Heaven's Feel. Ella es la sirvienta de Shinji, convocada para luchar por él en la Quinta Guerra del Santo Grial. Rider se une a Sakura y busca protegerla de su familia abusiva. Se revela que la identidad de Rider es Medusa, el monstruo Gorgona del mito griego, enloquecido por una maldición de los dioses olímpicos, y que empatiza con Sakura por ser también un monstruo en contra de su voluntad. Después de que Sakura se revela como su verdadero maestro, Shinji pierde permanentemente su contrato con ella y Rider defiende exclusivamente a Sakura. Más tarde se muda a la casa de Emiya con Sakura, actuando como su guardiana en lugar de Saber, y gradualmente comienza a confiar en Shirō. Finalmente, convirtiéndose en el único sirviente sobreviviente fuera del control de Zōken, el hechizo de comando final de Sakura le ordena a Rider proteger a Shirō antes de que Sakura sucumbe a la Sombra, salvando a Shirō de los insectos de Zōken pero negándose a luchar contra Sakura directamente por lealtad a ella. Después de que Shirō reafirma su promesa de salvar a Sakura, Rider acepta seguirlo durante la guerra y le confía traer la salvación de Sakura. Enfrentando al corrupto Saber Alter, Rider se empuja al límite usando sus Mystic Eyes of Petrification y Noble Phantasm Bellerophon en combinación con el escudo de barrera Rho Aias de Shirō para contrarrestar el Excalibur Morgan de Saber Alter. Después de recuperarse de la pelea, Rider evacua a Rin herido y Sakura ahora liberada a un lugar seguro mientras Shirō se queda para detener el grial, y luego regresa para encontrar que el alma de Shirō había sido rescatada por Illya en el último momento. Después de la guerra, Rider, ahora capaz de pasar por un humano normal con lentes especiales para sellar los poderes de su ojo, permanece encarnada y mantenida por el maná de Sakura, viviendo junto a ella con Shirō en su casa.
Illyasviel von Einzbern (イリヤスフィール・フォン・アインツベルン Iriyasufīru fon Aintsuberun?)
Voz de: Mai Kadowaki (Japonés); Stephanie Sheh (Inglés)
La heroína secundaria. Ella es una de los siete participantes de la Quinta Guerra del Santo Grial y la maestra de Berserker. Ella juega un papel vital en la guerra como representante de Einzbern. En última instancia, se revela que es la hija biológica de Kiritsugu Emiya, el padre adoptivo de Shirō, a quien cree con resentimiento que la había abandonado para formar una nueva familia en Shirō. Al principio, Illya parece ser un enemigo de Shirō y Rin, pero luego se vuelve muy cercano al primero, formando un vínculo similar a un hermano con él. Tras la destrucción de su castillo y la pérdida de Berserker, Illya se refugia con Shirō y Sakura. Finalmente, Illya escucha a Taiga hablar sobre Kiritsugu y se da cuenta de que trató de rescatarla antes de morir, lo que le permite finalmente perdonarlo. Después de que Sakura se corrompe, Illya es nuevamente secuestrada por orden de Zōken, pero es salvada por Kirei y Shirō, aunque está consternada al descubrir que su Servant Berserker también ha sido corrompido hasta el punto de que ya no la reconoce. Después de que Shirō destruye su propia vida usando el brazo de Archer para detener a Berserker, Illya combina sus poderes con los de Rin para acceder a los recuerdos grabados de la plantilla genética de Illya y el Vaso Grial original, Justeaze Lizrich von Einzbern, para que Shirō pueda ver una imagen de la Espada Joya Zelretch. para que él lo copie. Después de que Shirō libera a Sakura de la Sombra y derrota a Kirei, Illya interviene antes de que pueda intentar destruir el Grial él mismo. Illya se revela a sí misma como la hija real de Kiritsugu, declara su intención de proteger a Shirō como su hermana mayor y sacrifica su vida para completar el Ritual Heaven's Feel, destruyendo el Grial y separando el alma de Shirō de su cuerpo moribundo para salvarlo. En sus últimos momentos, Illya conoce brevemente el alma de su madre Irisviel antes de desaparecer pacíficamente.
Rin Tohsaka (遠坂 凛 Tōsaka Rin?)
Voz de: Kana Ueda (Japonés); Mela Lee (Inglés)
Rin es una estudiante modelo e ídolo de la escuela de Shirō. Ella es una de los siete participantes de la Quinta Guerra del Santo Grial, siendo la maestra de Archer. A pesar de que comienza como un adversario, Rin es el aliado más prominente de Shirō durante la historia, tanto como el que lo revivió del golpe mortal de Lancer como el que lo presenta al mundo del mago. Rin y Sakura tienden a vigilarse desde lejos, debido al hecho de que en realidad son hermanas, pero Rin no estaba al tanto del abuso de la familia Matō hasta que allanó su casa en busca de Zouken. Finalmente, el estado inestable de Sakura hace que Rin considere ejecutarla, tanto como un asesinato por piedad como para proteger a Fuyuki. Cuando Shirō se niega a dejar morir a Sakura, Rin disuelve brevemente su alianza, pero se ve obligada a reunirse con él después de perder a Archer ante la Sombra. Después de que Sakura es alcanzada por la Sombra, Rin se une a Shirō, Illya y Rider para detener su alboroto. Combinando sus poderes con Shirō e Illya para replicar la Jeweled Sword Zelretch, Rin confronta a su hermana directamente mientras Shirō y Rider luchan contra Saber Alter, superando a la sorprendida Sakura usando las casi inagotables reservas mágicas de la Jeweled Sword para cortar las sombras de esta última., Rin duda en matar a Sakura en el último segundo y queda gravemente herida cuando esta última ataca presa del pánico. Abrazando a Sakura, Rin admite su amor por su hermana junto con su arrepentimiento por no haberla sabido nunca o haberla salvado de sus apuros, expresando felicidad porque Sakura se quedó con la cinta para el cabello que le dio antes de desmayarse. Después de ser rescatada junto con Sakura por Rider, Rin ayuda a transferir el alma de Shirō a un nuevo cuerpo antes de partir hacia la Asociación de Magos para lidiar con las consecuencias de la Guerra del Santo Grial, regresando un tiempo después para ver a Sakura y Shirō cuando ven a la florecen las flores de cerezo.
Saber (セイバー Seibā?, lit. "Saber")
Voz de: Ayako Kawasumi (Japonés); Kari Wahlgren (Inglés)
Saber es el sirviente de Shirō para la Quinta Guerra del Santo Grial. Leal, independiente y reservada, Saber actúa con frialdad, pero en realidad está reprimiendo sus emociones para concentrarse en sus objetivos. Su clase es considerada la "Más sobresaliente", con excelentes calificaciones en todas las categorías. Dado que su Maestro no puede proporcionarle Mana de manera efectiva, minimiza su actividad para preservar su energía. Saber está frustrado por las tendencias "protectoras" de Shirō, creyendo que su comportamiento errático e imprudente pondrá en peligro sus posibilidades de ganar la Guerra del Santo Grial. En última instancia, es devorada por la Sombra durante su pelea con True Assassin y, mientras está atrapada dentro de ella, se enfrenta a una copia contaminada de sí misma. Roto por la desesperación al saber que el Grial por el que luchó en dos guerras estaba corrompido, la personalidad de Saber está completamente subsumida por su mitad más oscura y solo se libera de su tormento cuando Shirō mata a Saber Alter.
Saber Alter (セイバー・オルタナティブ Seibā Orutanatibu?, lit."Saber Alternativa")
Voz de: Ayako Kawasumi (Japonés); Kari Wahlgren (Inglés)
Una versión corrupta y vestida de negro de Saber que se enfrenta al original dentro de la Sombra, con una moral invertida y una disposición fría y nihilista. Ella es la encarnación de la naturaleza más oscura de Saber, nacida de la desesperación que experimentó tanto en su vida como en la anterior Guerra del Santo Grial, que supera a Saber después de que la revelación de la naturaleza corrupta del Grial lleva a Saber al desaliento. Ella se convierte en antagonista de la segunda y tercera película, sirviendo como la ejecutora principal de la Sombra. Con su sentido de moderación desaparecido y alimentado por el inmenso poder del Grial contaminado, ella demuestra ser lo suficientemente fuerte como para derrotar a Berserker de frente, lo que requiere que Shirō y Rider luchen contra ella juntos. En el último día de la guerra, finalmente es derrotada cuando Shirō combina el escudo Rho Aius de Archer con el Noble Phantasm Bellerophon de Rider para atravesar su Excalibur Morgan, hiriéndola lo suficiente como para que Shirō la inmovilice y apuñale en el corazón.
Zoken Matō (間桐 臓硯 Matō Zōken?)
Voz de: Masane Tsukayama (Japonés); Michael Donovan (Inglés)
Zōken es un hechicero astuto, poderoso y antiguo que es el patriarca de la familia Matō y es conocido por ser el abuelo de Shinji y Sakura. Es el principal antagonista de Heaven's Feel. Originalmente era un mago ruso con el nombre de Zolgen Makiri y uno de los tres magos originales en proponer el sistema Heaven's Feel Holy Grail, siendo el diseñador de los Command Seals. Ha acumulado una gran y extensa biblioteca de conocimientos de hechicería, pero sus lecciones son estrictas y duras. Zōken considera que Shinji es una desgracia de hechicero, creyendo que Sakura puede tener más potencial que su hermano. Él es el maestro de True Assassin, pero luego manipula a la Sombra para controlar tanto a Saber como a Sakura después de que la Sombra los corrompe. Después de ordenar a Sakura que secuestrara a Illya, el cuerpo de Zōken es destruido por Kirei con un ritual de purificación, lo que lo obliga a refugiarse en su gusano de cresta central incrustado cerca del corazón de Sakura. Sin embargo, antes de que pueda poseer el cuerpo de Sakura, Sakura se da cuenta de su presencia y lo libera de su cuerpo, usando el inmenso poder mágico de la Sombra para curar sus heridas antes de aplastarlo. Finalmente, Illya lo encuentra, quien canaliza el alma de su amor de toda la vida, Justeaze, para otorgarle la paz suficiente para seguir adelante.
Shinji Matō (間桐 慎二 Matō Shinji?)
Voz de: Hiroshi Kamiya (Japonés); Kyle McCarley (Inglés)
El supuesto maestro de Rider y el hermano mayor de Sakura. Una persona muy vanidosa y segura de sí misma que se enorgullece de ser un igual a Rin. Una vez fue un buen amigo de Shirō, pero se volvió más distante después de que Sakura comenzó a pasar su tiempo con este último. Más tarde es expulsado como un falso Maestro, ya que su libro de hechizos se quema y Rider regresa con su verdadero Maestro; Sakura. Después de que Rider disuelve permanentemente su contrato y lo deja, Shinji intenta chantajear a Sakura para que deje a Shirō sabiendo que él la abusa, lo que hace que Sakura arremeta y lo mata.
True Assassin (真アサシン Shin Asashin?)
Voz de: Tetsu Inada (Japonés); Patrick Seitz (Inglés)
Invocado por Zōken Mato, estalla desde dentro de la carne de Assassin cuando Zōken usa el cuerpo del Servant moribundo como catalizador para convocarlo. Es uno de los portadores del título "Hassan-i Sabbah" - el persa "Viejo de la montaña" - y un líder de al-Assasīn, de donde se originó el término "Asesino". True Assassin logra derrotar a Lancer al cegarlo mientras el lancero está ocupado por la Sombra, arrancando su corazón y devorándolo para aumentar su propia agudeza mental. Él usa este mismo método de equipo para derrotar a Saber y, aunque no logra quitarle el corazón, hace que su último acto de cortar su brazo sea en vano al lograr volver a unir la extremidad mientras Saber es devorada por la Sombra. Intenta matar a Shirō inmediatamente después de la caída de Saber, pero es derrotado por Rider cuando ella viene en defensa de Shirō. Cuando Berserker es derrotado por el corrupto Saber Alter, se le ordena secuestrar a Illya, pero Archer lo hiere y lo expulsa. Después de que una corrupta Sakura secuestra a Illya y Shirō organiza un rescate, True Assassin intenta recuperar a Illya y se enfrenta a Kirei Kotomine antes de que este último mutile a Zōken, lo que lo obliga a retirarse con la caída de su Maestro. Cuando Zōken no logra hacerse cargo del cuerpo de Sakura para reemplazar el suyo, Sakura los traiciona a ambos y True Assassin es consumido por la Sombra.
Kirei Kotomine (言峰 綺礼 Kotomine Kirei?)
Voz de: Jōji Nakata (Japonés); Crispin Freeman (Inglés)
El sacerdote de la iglesia y el mediador de la Quinta Guerra del Santo Grial. Está cerca de Rin como su mentor personal desde la muerte de su padre. Es el maestro de Lancer y exparticipante de la anterior Guerra del Santo Grial, donde luchó contra el padre de Shirō, Kiritsugu. Más tarde salva la vida de Sakura después de que sus poderes se descontrolan, ya que siente curiosidad por ver hasta dónde llegará Shirō para protegerla. Finalmente, Shirō solicita a regañadientes su ayuda para proteger a Illya del Asesino de Zōken, después de lo cual hiere mortalmente a Zōken al destruir su cuerpo anfitrión con un ritual de purificación, durante el cual se revela que Kirei solo puede sentir felicidad al ver a la gente sufrir, como lo hizo con su difunto. esposa Claudia Hortensia, y que su deseo del Grial era saber por qué existe una persona "retorcida" como él. Sin embargo, su victoria es de corta duración cuando se encuentra con Sakura y menosprecia sus dificultades, lo que hace que ella tome represalias destruyendo el corazón artificial que le preservó la vida que el Grial le dio en la guerra anterior, aunque finalmente se salvó cuando el dolor debilitante de absorber el Berserker. El alma obliga a Sakura a retirarse. Al borde de la muerte, logra alcanzar el Gran Grial en la Cueva Fuyuki justo después de que Shirō libera a Sakura de la Sombra, revelando que ayudó a impulsar los eventos en esta dirección con la esperanza de que Angra Mainyu, la entidad maligna que corrompe el Grial, pueda responder sus preguntas existenciales sobre su propósito en la vida se basa en cómo elige actuar cuando "nace". Aunque Kirei es más fuerte, más rápido y más hábil entre ellos, Shirō sobrevive a Kirei el tiempo suficiente para que su cuerpo muera y Shirō lo derrota. Kirei luego declara a Shirō el vencedor de la Guerra del Santo Grial, aparentemente muriendo con una sonrisa.

### Personajes secundarios
Archer (アーチャー Āchā?)
Voz de: Jun'ichi Suwabe (Japonés); Kaiji Tang (Inglés)
Sirviente de Rin. Saber lo hiere al principio de la guerra, lo que obliga a Rin a sacrificar el segundo de sus tres hechizos de comando para salvarlo y formar una tregua con Shirō. Archer alberga el deseo de matar a Shirō, pero abandona su objetivo cuando se entera de lo que contaminó el Grial. Luego es herido de muerte protegiendo a Rin, Illya y Shirō de la Sombra, aunque vive lo suficiente para injertar su brazo izquierdo en Shirō después de que este último pierde el suyo. Cuando Shirō decide abrir el brazo de Archer, la imagen de Archer aparece ante él para ayudar a afirmar su determinación.
Berserker (バーサーカー Bāsākā?)
Sirviente de Illyasviel von Einzbern. Como un bruto poderoso, es casi imparable. Mientras espera a que Shiro y Rin salgan de la iglesia, aprovecha esta oportunidad para atacarlos. Saber interviene y casi es derrotado por él hasta que Shirou recibe un duro golpe por Saber. Debido a la confusión de Illyasviel, se van. Cuando Zouken se enfrenta a Illya, Berserker pelea y finalmente es dominado por el Saber Alter ennegrecido, poco antes de ser consumido por la Sombra. Más tarde reaparece en un estado corrupto, enloquecido hasta el punto de que ya no reconoce a Illya, lo que obliga a Shirō a usar el brazo trasplantado de Archer contra él copiando la espada de Berserker. Después de ser herido de muerte por Shirō, Berserker no solo se libera de la influencia de la Sombra, sino que recupera su cordura original, diciéndole a Shirō que proteja a Illya en su lugar antes de desaparecer.
Gilgamesh (ギルガメッシュ Girugamesshu?)
Voz de: Tomokazu Seki (Japonés); David Earnest (Inglés)
Desconocido para todos, Gilgamesh es un sirviente. Aparentemente de la nada, aparece en la iglesia mientras Shirou habla con Kirei. Más tarde se lo ve de pie frente a Sakura, charlando con ella. Finalmente, intenta matar a Sakura, pero ella manifiesta la Sombra y le ordena que lo devore, lo que resulta en su muerte.
Taiga Fujimura (藤村 大河 Fujimura Taiga?)
Voz de: Miki Itō (Japonés); Julie Ann Taylor (Inglés)
Maestra de salón de Shirō y tutor legal después del fallecimiento de Kiritsugu, a quien Shirō considera como una hermana mayor. Ella es consciente de lo cerca que está Shirō de Sakura y lo alienta, u ocasionalmente se burla, de él para que sea más abierto con ella al respecto. Más tarde consuela a Sakura cuando se preocupa por Shirō y, sin saberlo, ayuda a Illya a perdonar a Kiritsugu. Después de la Guerra del Santo Grial, Taiga continúa controlando a Shirō y Sakura, apoyando su relación junto a Rider y Rin.
Caster (キャスター Kyasutā?)
Voz de: Atsuko Tanaka (Japonés); Megan Hollingshead (Inglés)
Sirviente de Souichirou Kuzuki. Visto por primera vez en el Templo Ryuudou con su maestro. Ella se va para ir a ver a Assassin que está vigilando la puerta. Al llegar, ve su espada al pie de los escalones mientras desaparece. Regresa al templo cuando ve a su maestro mutilado por True Assassin. Amenazando con matar a su maestro, se le dice que use su Noble Phantasm, Rule Breaker, en sí misma. Después de hacerlo, True Assassin la apuñala y mata a Souichirou. Los insectos de Zoken arrastran su cuerpo, más tarde para ser reanimado y usado para luchar contra Shirō, Rin y Saber antes de que la Sombra interfiera y lo devore. Durante el último día de la Guerra del Grial, Shirō usa su copia de su Rule Breaker para liberar a Sakura de la Sombra.
Souichirou Kuzuki (葛木 宗一郎 Kuzuki Sōichirō?)
Maestro de Caster. Profesora de la Academia Homurahara, la escuela a la que asisten Shirō, Sakura y Shinji. Al encontrarse con Caster en el Templo Ryuudou, True Assassin lo corta. Como sus extremidades y su cabeza están cortadas pero no cortadas, se usa como palanca para True Assassin contra Caster. Más tarde es asesinado una vez que Caster usa Rule Breaker en sí misma.
Assassin (アサシン Asashin?)
Sirviente de Caster. Cuando se muestra por primera vez, Assassin ha dejado caer su espada por los escalones del Templo Ryuudou. Ensangrentado y en el suelo, True Assassin explota fuera de su cuerpo. Más tarde, su cuerpo desaparece en una sombra.
Lancer (ランサー Ransā?)
Sirviente de Kirei Kotomine. Aparece brevemente al comienzo de la primera película, donde después de que Shirou lo ve pelear con Archer, Lancer persigue a Shirou de regreso a la casa de Shirou, donde Shirou convoca a Saber y Lancer se retira. Reaparece más tarde, siguiendo a Zoken al Templo Ryuudou por orden de su Maestro, donde ve a True Assassin matar a Caster y a su Maestro. Persigue a True Assassin a través de la ciudad y es atraído a un lago donde espera la Sombra. La Sombra retiene a Lancer el tiempo suficiente para que True Assassin use su Noble Phantasm para extraer y consumir su corazón, justo antes de que la Sombra acabe con él.
Sella (セラ Sera?)
Uno de los criados de Illyasviel. Ella es muy protectora de Illya y a menudo regaña el comportamiento despreocupado de su compañera Leysritt.
Leysritt (リーゼリット Rīzeritto?)
Uno de los criados de Illysviel. Está mucho más relajada que su compañera Sella, y a menudo se gana la reprimenda de la primera.
Issei Ryūdō (柳洞 一成 Ryūdō Issei?)
Un amigo de Shirō y presidente del cuerpo estudiantil de su escuela. Su padre es el sacerdote principal del Templo Ryūdō, donde él y los otros monjes quedan inconscientes después del ataque de True Assassin a Caster y Kuzuki. Issei es interrogado más tarde por Rin en el hospital mientras está de luto por Kuzuki, a quien respeta mucho.
Ayako Mitsuzuri (美綴 綾子 Mitsuzuri Ayako?)
El capitán del dojo de tiro con arco y mayor de Shirō, quien a menudo desea que regrese al tiro con arco después de su lesión. Rider le chupa la sangre por orden de Shinji como una pequeña venganza, pero Shirō y Saber la salvan. Shirō la lleva a Kotomine para recibir tratamiento antes de que la hospitalicen para su recuperación.

## Producción
El 28 de julio de 2014, se anunció que una adaptación cinematográfica de anime de la ruta Heaven's Feel de la serie Fate / stay night recibió luz verde en una conferencia de prensa en Shinagawa, Tokio, donde se reveló que Ufotable produciría la adaptación., y Takahiro Miura haría el guion gráfico de la adaptación. Más tarde, el personal anunció en AnimeJapan 2016 que la adaptación cinematográfica se dividiría en tres películas, con la primera película, titulada Presage Flower, programada para estrenarse en 2017.

## Recepción

### Taquilla

#### Presage Flower
Presage Flower en su primer fin de semana alcanzó el número 1 en la taquilla japonesa, recaudando ¥413,030,840 de 247.509 admisiones en dos días. Ha recaudado US$19 035 675 todo el mundo a partir de febrero de 2019, incluidos ¥1.5 mil millones (US$13,7 millones) en Japón, $4,685,622 en China, $417,439 en Corea del Sur y Australia, $193,833 en los Estados Unidos y Canadá, y $ 8,781 en Argentina y Nueva Zelanda.

#### Lost Butterfly
Lost Butterfly debutó en la cima de la taquilla de Japón vendiendo 363,080 boletos para ganar ¥602,841,741 (US$5,55 millones) en tres días. La película vendió un 12% más de entradas y ganó un 18% más en su primer fin de semana que la primera película de la trilogía. En su duodécimo día, la película superó los ¥1 mil millones, superando una vez más el récord de Presage Flower. Para el 19 de febrero de 2019 se vendieron más de 1 millones de entradas y recaudó más de ¥1.5 mil millones (US$13,54 million) en Japón.
En el extranjero, la película recaudó HK$1.15 millones en Hong Kong. El debut norteamericano de la película ganó 420.595 dólares en taquilla en marzo de 2019 En China, donde la película se estrenó el 12 de julio de 2019,  debutó con un primer fin de semana de US$3,5 millones. Al 14 de julio de 2019, la película ha recaudado US$19,8 millonesmundialmente.

### Recepción de la crítica

#### Presage Flower
Kim Morrissy de Anime News Network le dio a Presage Flower una calificación general de 'A', calificándolo como un excelente trabajo de cine y la mejor adaptación de Fate hasta el momento. A medida que la película se centró más en Sakura, Fandom Post declaró que sus interacciones con Shirou hacen las mejores escenas ya que la personalidad de Shirou no difería demasiado de Unlimited Blade Works. En otra reseña, el Fandom Post disfrutó de cómo se muestra el trastorno de estrés postraumático de Shirou sobre el incendio en su ciudad conectando la historia con el final de Fate / Zero, explorando así un área más profunda de su pasado. Si bien el escritor disfrutó de sus interacciones con Sakura y Saber, no lo encontró tan atractivo como el personaje de Shirou de Unlimited Blade Works. UK Anime Network criticó sus rasgos, encontrándolos "insípidos", pero también pensaron que la adaptación al anime fue capaz de capturar correctamente la escritura de Nasu.
Kim Morrissy de Anime News Network también la incluyó como la mejor película de 2017.

#### Lost Butterfly
Kim Morrissy de Anime News Network le dio a Lost Butterfly una calificación general de 'A', calificando a Lost Butterfly como "incluso mejor que la primera película", y que la película "aumentó considerablemente las apuestas".